# Briceño
Briceño este un municipiu din departamentul Antioquia, Columbia.